# 아모르 파티
아모르 파티(라틴어: amor fati) 또는 운명애(運命愛)는 "운명의 사랑", "운명에 대한 사랑"으로 번역할 수 있는 라틴어 어구이다. 영어로는 "love of fate 또는 love of one's fate"라고 한다. 고통, 상실, 좋고 나쁜 것을 포함하여 누군가가 자신의 삶에서 발생하는 모든 것이 운명이며 그 운명을 받아들이고 그것을 사랑한다는 것을 뜻하며, 아모르 파티는 이에 대한 태도를 기술하기 위해 사용된다. 아모르 파티는 누군가의 삶에서 일어나는 사건이나 상황을 받아들인다는 것이 특징이다.
아모르 파티는 독일의 철학자인 프리드리히 니체의 사상 가운데 하나로, 인간에게 필연적으로 다가오는 운명을 감수하는 것으로 그치는 것이 아니라, 이것을 오히려 긍정하고 자신의 것으로 받아들여 사랑하는 것이 인간 본래의 창조성을 키울 수 있다는 사상이다. 따라서 자신의 운명은 거부하는 것이 아니라, 개척해 나가야 한다는 것이 이 사상을 옹호하는 사람들의 주장이다.
habitus [다른 해석 부르디외]아모르 파티 (amour fati)'를 주어진 상황과 계급에 순응하는 태도, 즉 '운명 순응'으로 해석했다. 부르디외의 운명 순응은 자신과 같은 계급의 다른 사람이 성취한 것을 기준으로 야망을 품는다는 뜻이다. 따라 서 가난한 부모는 딸의 미래를 위해 최고 대학의 경영학 전공보다. 근로자 직업 교육을 더 유심히 살펴본다.

## 개념
아모르 파티의 개념은 에픽테토스와 연결되어 왔다. 또, 마르쿠스 아우렐리우스의 기록과도 연계되며, 마르쿠스 아우렐리우스는 스스로 해당 단어들을 사용하지는 않았다. (그는 라틴어가 아닌 그리스어로 썼다)
이 구절은 프리드리히 니체의 글에 반복적으로 사용되며 삶에 대한 일반적인 전망에 대한 표현으로서 즐거운 지식의 섹션 276에서 분명히 표현하였다.

## 같이 보기
- 운명
- 운명론
- 영원 회귀
- 스토아 학파
- 차라투스트라는 이렇게 말했다